# 1793

## Esdeveniments
Països Catalans
- 27 de febrer, València: s'hi esdevé una revolta contra els francesos de la ciutat.[1]
- 20 d'abril, Ceret, Vallespir: L'exèrcit espanyol guanya la batalla de Ceret en el curs de la Guerra Gran.
- 19 de maig, Trullars, Rosselló: L'exèrcit espanyol guanya la batalla del Masdéu durant la Guerra Gran.
- 17 de setembre, Paretstortes, Rosselló: L'exèrcit francès guanya en la batalla de Paretstortes durant la Guerra Gran.
- 22 de setembre, Trullars: L'exèrcit espanyol venç en la batalla de Trullars durant la Guerra Gran.

Resta del món
- Febrer, Anglaterra: William Godwin publica Justícia política, establint les primeres bases filosòfiques de l'anarquisme.
- La batalla de Jallais té lloc el 13 de març de 1793 durant la Revolta de La Vendée.
- 5 d'agost, Castiglione delle Stiviere, Província de Màntua, Itàlia: l'exèrcit de Napoleó venç als austríacs en la batalla de Castiglione durant la guerra de la Primera Coalició.
- 17 de setembre: durant la Revolució Francesa, el Comitè de Salvació Pública inicia la sanguinària campanya de repressió coneguda com el Terror.[2]
- 30 de novembre, Morlautern, Renània-Palatinat, Alemanya: l'exèrcit del Regne de Prússia guanyà als revolucionaris francesos en la batalla de Morlautern durant la guerra de la Primera Coalició.
- 18 de desembre, Toló, Var, França: Els republicans francesos culminen el Setge de Toló guanyant contra els monàrquics i la Primera Coalició.
- 23 de desembre, Savenay, Loira Atlàntic; l'exèrcit de la Primera República Francesa, acaba amb les restes de l'Exercit Reial Contrarevolucionari; acabant-se així la Revolta de La Vendée
- 27 de desembre, Wissembourg, Baix Rin, França: l'exèrcit de la Primera República Francesa guanya en la batalla de Geisberg durant la guerra de la Primera Coalició.
- França: S'estableix la llei del màxim general

## Naixements
Països Catalans
- 25 de febrer, Sabadell: Josep Duran i Sors, industrial tèxtil i alcalde de Sabadell.
- 1 de març, la Ribera, Barcelona: Andreu Avel·lí Pi i Arimon, historiador i epigrafista especialitzat en història de Barcelona.

Resta del món
- 3 de gener, Nantucket, Massachusetts: Lucretia Mott, pionera dins dels moviments feminista i abolicionista (m. 1880).[3]
- 30 de març, Buenos Aires (Argentina): Juan Manuel de Rosas, militar i polític argentí (m. 1877)[4]
- 16 de maig, Piacenza: Benedetta Rosmunda Pisaroni, soprano-contralt italiana (m. 1872).[5]

- 27 d'octubre, Granátula de Calatrava, província de Ciudad Real: Baldomero Espartero, militar i polític espanyol (m.Logronyo, La Rioja, Espanya 1879).
- 3 de desembre, Sunderland, Regne de la Gran Bretanya: Clarkson Frederick Stanfield, pintor
- 22 de juny, Japó: Tokugawa Ieyoshi, 43è shogun.
- Dresden: Wilhelm Adolf Müller, músic

## Necrològiques
Països Catalans
- 17 d'octubre - València: Francesc Morera i Cots, compositor valencià del barroc (62 anys).

Resta del món
- 21 de gener - París (França): Lluís XVI de França, rei de França i de Navarra, copríncep d'Andorra i duc de Berry (n. 1754).
- 6 de febrer - París, França: Carlo Goldoni, dramaturg venecià (n. 1707).
- 13 de juliol - París (França): Jean-Paul Marat, metge i revolucionari francès jacobí (50 anys).[6]
- 17 de juliol - París, França: Charlotte Corday, la dona que va matar el radical jacobí francès Jean-Paul Marat el 1793 (n. 1768).[7]
- 8 d'octubre:
  - Pequín (Xina): Joseph-Marie Amiot, jesuïta missioner i pintor francès a Pequín (n. 1718).[8]
  - Quincy, Massachusetts (EUA): John Hancock, mercader, patriota i home d'estat nord-americà (n. 1737).[9]
- 16 d'octubre - París, França: Maria Antonieta, reina consort de França i muller del rei Lluís XIV.[10]
- 3 de novembre - París: Marie Gouze, més coneguda com a Olympe de Gouges, escriptora francesa, activista política, feminista i abolicionista (n. 1755).[11]
- 10 de novembre - Bourg-Beaudouin (França): Jean-Marie Roland de La Platière, polític francès (n. 1734).
- 8 de desembre: Marie-Jeanne Du Barry, cortesana francesa, amant de Lluís XV (n. 1743).[12]
- Darmstadt: Wilhelm Gottfried Enderle, violinista i compositor alemany.
- Tilleur, Principat de Lieja: Guillaume Evrard, escultor.